# Arco dello Sterpeto
L'Arco dello Sterpeto è un arco di trionfo, realizzato nella seconda metà dell'Ottocento a Barletta. È dedicato alla Madonna dello Sterpeto, patrona della città.

## Storia
La zona in cui sorge l'Arco è nota sin dal 1200, quando su quelle stesse terre si sviluppò il villaggio omonimo.
L'attuale manufatto di accesso al Santuario antico nacque qualche decennio dopo l'ampliamento della vecchia chiesa dello Sterpeto, avvenuto intorno al 1840 per volontà di alcuni facoltosi Barlettani.
Nel 1973 diventò il portale di accesso anche del nuovo Santuario, edificato voluto e inaugurato da Mons Cerata.
A causa della soppressione di un passaggio a livello, l'arco non è più attraversabile.
L'ultimo restauro risale al 2009.

## Architettura
Il portale è alto circa 18 metri ed è ornato in stile neorinascimentale. La parte posteriore non ha alcun elemento decorativo. La parte anteriore si compone di tre ingressi, ognuno con un suo motivo stilistico. Sull'ultimo è posto lo stemma della città mariana di Barletta.
In alto è possibile notare la targa posta il giorno dell'inaugurazione che recita:" alla vergine SS dello Sterpeto del suo prodigioso patrono devotissimi i Barlettani nel primo entrare del sacro recinto ove sono chiuse colla sua immagine i voti de loro animi, questi arco di trionfo a testimonio eterno amore, innalzarono nell'anno 1854". Il viale che lo collega al Santuario è lungo circa 400 metri.